# Constantin Conțac
Constantin Conțac (n. 14 august 1945) este un politician român, membru al Partidul Social Democrat, fost președinte al Consiliului Județean Botoșani.
A devenit președinte al Consiliului Județean în 2002. Este acționar majoritar la SC TRANSPORTURI AUTO SA, SC 99 CCC SA, SC CON 2000 SA, SC 07 CCC SRL. 